# Miriam Dutra
Mirian Dutra Schmidt (Florianópolis, 1960) é uma jornalista brasileira, ex-funcionária da Rede Globo, atuando em Brasília e tornando-se, mais tarde, correspondente em Portugal e  na Espanha. Até agosto de 2008, Dutra trabalhava em Barcelona (Espanha), onde passara a residir em 1996.
Mirian Dutra é formada em jornalismo pela  Universidade Federal de Santa Catarina.

## Polêmica envolvendo ex-presidente FHC
Em abril de 2000 a revista Caros Amigos publicou uma reportagem que questionava o silêncio da imprensa brasileira sobre a suposição de Miriam ter um filho com o então Presidente do Brasil, Fernando Henrique Cardoso. Em 2009, a jornalista da Folha de S.Paulo, Mônica Bergamo fez uma reportagem afirmando que FHC estaria na Espanha para reconhecer o filho - um fato que foi confirmado pelo jornalista Ricardo Noblat. O ex-presidente afirma ter reconhecido a paternidade da criança (Tomás) em um cartório de Madri, embora dois exames de DNA tenham negado o vínculo biológico entre os dois.
Em 2016, pouco depois de ter sido demitida da TV Globo, Mirian Dutra deu uma entrevista, na Espanha, à Revista BrazilcomZ, em fevereiro de 2016, depois de 30 anos de silêncio. A imprensa brasileira reproduziu a entrevista concedida à jornalista Fernanda Sampaio Carneiro contando sobre o seu "exílio" na Europa, o trabalho na Globo, sobre o seu relacionamento com FHC e o filho que teve com ele. No Brasil, a Folha de S.Paulo, por meio de Mônica Bergamo, ampliou a notícia com uns documentos que tinha em sua posse desde 2004. E publicou que Mirian Dutra foi mantida na Europa pela Rede Globo, mesmo sem ter acesso ao telejornalismo. Quando a emissora reduziu seu salário, passou a receber uma mesada de três mil dólares da empresa Brasif, que, no governo FHC, obteve o direito de administrar todos os free shops de aeroportos brasileiros. Miriam contou que o próprio Fernando Henrique lhe disse que o dinheiro  entregue a ela no exterior era dele próprio. A jornalista ainda afirmou que a Rede Globo e Fernando Henrique Cardoso tinham um acordo para que ela se mantivesse longe do país a fim de não atrapalhar o projeto de reeleição do sociólogo.